# Rallye d'Italie-Sardaigne 2018
Le Rallye de Sardaigne 2018 est le 7e rallye du Championnat du monde des rallyes 2018 et la 15e édition de l’épreuve. Il se déroule sur 20 épreuves spéciales. Il est remporté par le duo belge Thierry Neuville et Nicolas Gilsoul, remportant le rallye lors de l’ultime spéciale en devançant leurs rivaux aux championnats Sébastien Ogier et Julien Ingrassia de seulement 0 s 7.

## Engagés
| no                  | Engagé                      | Pilote                   | Copilote               | Voiture               | Pneus |
| ------------------- | --------------------------- | ------------------------ | ---------------------- | --------------------- | ----- |
| Engagés WRC         |                             |                          |                        |                       |       |
| 1                   | M-Sport Ford WRT            | Sébastien Ogier          | Julien Ingrassia       | Ford Fiesta WRC       | M     |
| 2                   | M-Sport Ford WRT            | Elfyn Evans              | Daniel Barritt         | Ford Fiesta WRC       | M     |
| 3                   | M-Sport Ford WRT            | Teemu Suninen            | Mikko Markkula         | Ford Fiesta WRC       | M     |
| 4                   | Hyundai Shell Mobis WRT     | Andreas Mikkelsen        | Anders Jæger-Synnevaag | Hyundai i20 Coupe WRC | M     |
| 5                   | Hyundai Shell Mobis WRT     | Thierry Neuville         | Nicolas Gilsoul        | Hyundai i20 Coupe WRC | M     |
| 6                   | Hyundai Shell Mobis WRT     | Hayden Paddon            | Sebastian Marshall     | Hyundai i20 Coupe WRC | M     |
| 7                   | Toyota Gazoo Racing WRT     | Jari-Matti Latvala       | Miikka Anttila         | Toyota Yaris WRC      | M     |
| 8                   | Toyota Gazoo Racing WRT     | Ott Tänak                | Martin Järveoja        | Toyota Yaris WRC      | M     |
| 9                   | Toyota Gazoo Racing WRT     | Esapekka Lappi           | Janne Ferm             | Toyota Yaris WRC      | M     |
| 11                  | Citroën Total Abu Dhabi WRT | Craig Breen              | Scott Martin           | Citroën C3 WRC        | M     |
| 12                  | Citroën Total Abu Dhabi WRT | Mads Østberg             | Torstein Eriksen       | Citroën C3 WRC        | M     |
| 21                  | MP-Sports                   | Martin Prokop            | Jan Tománek            | Ford Fiesta RS WRC    | D     |
| 22                  | Yazeed Racing               | Yazeed Al-Rajhi          | Michael Orr            | Ford Fiesta RS WRC    | M     |
| 23                  | "Piano"                     | "Piano"                  | Jean-François Pergola  | Ford Fiesta RS WRC    | D     |
| 24                  | Cyrille Feraud              | Cyrille Feraud           | Aymeric Duschemin      | Citroën DS3 WRC       | D     |
| Engagés WRC-2       |                             |                          |                        |                       |       |
| 31                  | Škoda Motorsport II         | Jan Kopecký              | Pavel Dresler          | Škoda Fabia R5 (en)   | M     |
| 32                  | Tommi Mäkinen Racing        | Takamoto Katsuta         | Marko Salminen         | Ford Fiesta R5        | M     |
| 33                  | Škoda Motorsport II         | Ole Christian Veiby      | Stig Rune Skjærmoen    | Škoda Fabia R5 (en)   | M     |
| 34                  | ACI Team Italia WRC         | Fabio Andolfi            | Simone Scattolin       | Škoda Fabia R5 (en)   | P     |
| 35                  | Printsport                  | Łukasz Pieniążek         | Przemysław Mazur       | Škoda Fabia R5 (en)   | M     |
| 36                  | BRC Racing Team             | Pierre-Louis Loubet      | Vincent Landais        | Hyundai i20 R5        | M     |
| 37                  | Tommi Mäkinen Racing        | Hiroki Arai              | Jarmo Lehtinen         | Ford Fiesta R5        | M     |
| 38                  | Citroën Total Rallye Team   | Stéphane Lefebvre        | Gabin Moreau           | Citroën C3 R5         | M     |
| 39                  | Nicolas Ciamin              | Nicolas Ciamin           | Thibault de la Haye    | Hyundai i20 R5        | M     |
| 40                  | Motorsport Italia           | Benito Guerra            | Borja Rozada           | Škoda Fabia R5 (en)   | P     |
| 41                  | Citroën Total Rallye Team   | Simone Tempestini        | Sergiu Itu             | Citroën C3 R5         | M     |
| 42                  | Lotos Rally Team            | Kajetan Kajetanowicz     | Maciej Szczepaniak     | Ford Fiesta R5        | M     |
| Engagés WRC-3       |                             |                          |                        |                       |       |
| 61                  | Équipe de France FFSA Rally | Jean-Baptiste Franceschi | Romain Courbon         | Ford Fiesta R2T       | M     |
| 62                  | Enrico Brazzoli             | Enrico Brazzoli          | Luca Beltrame          | Peugeot 208 R2        | D     |
| 63                  | Taisko Lario                | Taisko Lario             | Tatu Hämäläinen        | Peugeot 208 R2        | M     |
| 64                  | Louise Cook                 | Louise Cook              | Stefan Davis           | Ford Fiesta R2        | M     |
| Autre engagé majeur |                             |                          |                        |                       |       |
| 86                  | Team MRF Tyres              | Gaurav Gill              | Glenn MacNeall         | Ford Fiesta R5        | M     |
| Source:             |                             |                          |                        |                       |       |

## Déroulement de l’épreuve

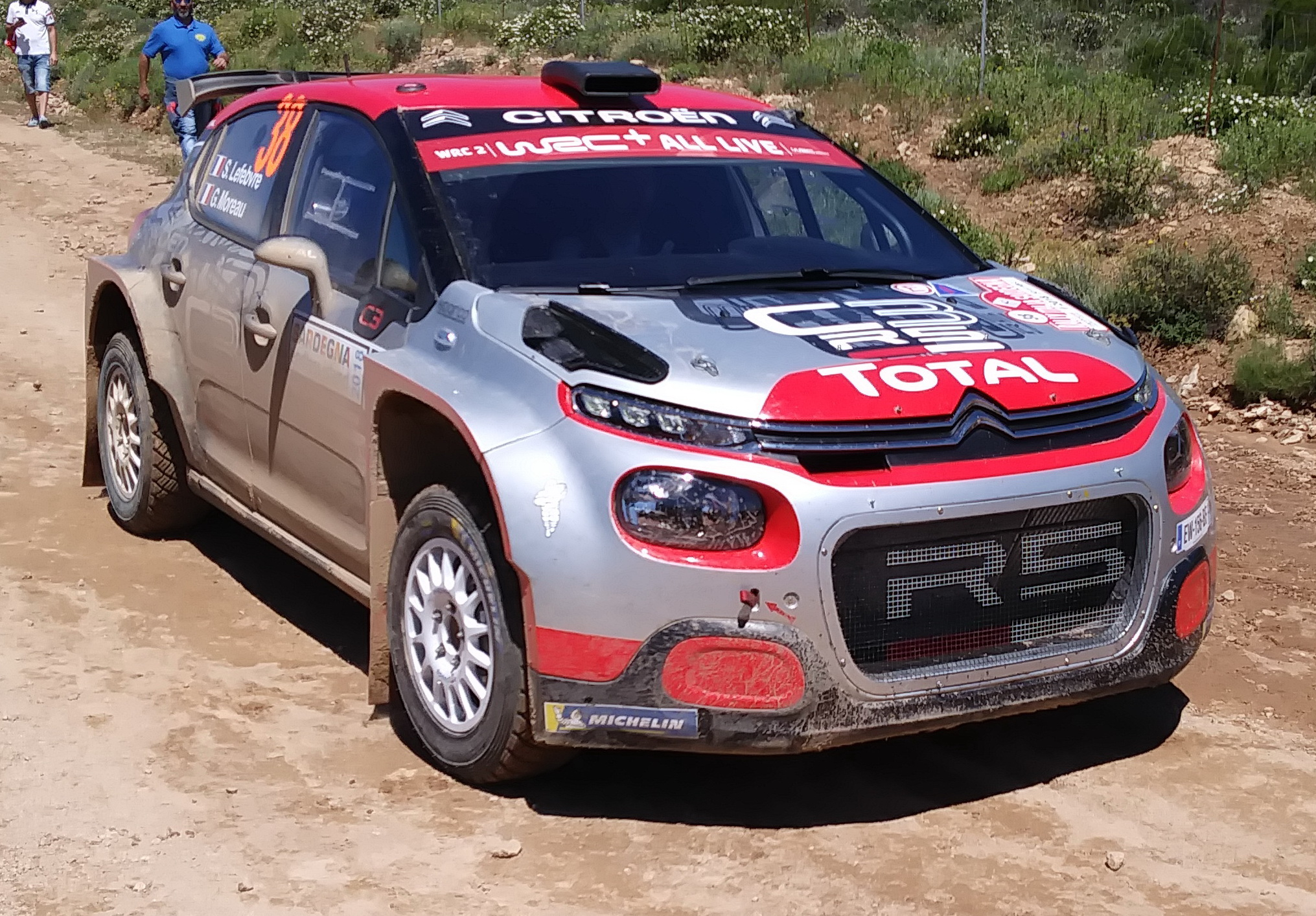
Stéphane Lefebvre, ici au volant de la Citroën C3 R5 durant le rallye, a dominé au début avant d'abandonner sur soucis de suspension.

Le rallye débute le jeudi soir par une super spéciale longue de 2 km et remportée par le deuxième au championnat Sébastien Ogier.
La journée du vendredi propose deux boucles identiques de quatre spéciales disputées l'une le matin et l'autre l’après-midi et sous des conditions humides. Elle commence très bien pour Andreas Mikkelsen qui remporte la première spéciale avec près de 10 s d'avance sur le deuxième. Elfyn Evans perd d'entrée toute chance de bien figurer en perdant environ 13 minutes à remplacer un bras de direction cassé à cause d'un contact contre un talus. Le norvégien s'adjuge la spéciale suivante, et termine dans le top 3 lors de l'ES3 et de l'ES4, remportées respectivement par Ott Tänak et Thierry Neuville. De ce fait, à la pause, Mikkelsen mène, 14 s 0 devant Neuville et 16 s 4 devant Tänak. Esapekka Lappi, qui a subi une crevaison lente, est à plus de 40 s.
L'après-midi n'offre pas la même physionomie. En effet, la première spéciale, courue sous un fort orage, voit Ogier signer le meilleur chrono avec plus de 12 s d'avance sur Lappi deuxième. De plus, Mikkelsen, auteur d'un tout-droit, connaît ensuite des problèmes de boîte de vitesse, si bien que le français reprend le commandement. Le norvégien abandonne finalement durant la spéciale suivante dominée par Teemu Suninen. Craig Breen se retrouve lui à plus d'1 min après avoir manqué un virage. L'ES8, remportée par Neuville, est peu agitée, contrairement à la dernière. Latvala y signe le scratch, alors que son coéquipier Tänak est contraint à l’abandon, son radiateur s'étant endommagé à la réception d'un saut. C'est un coup dur pour l'estonien, 3e jusque-là de l'épreuve tout comme au championnat. Mais ce n’est pas le seul abandon puisque Suninen y est lui aussi contraint après être sorti de la route. Enfin, Neuville a perdu un peu moins de 10 s après être passé dans un fossé. Il reste cependant 2e vendredi soir, mais accuse 18 s 9 de retard sur Ogier. La troisième place est désormais occupée par Latvala à 37 s 2. Les péripéties de la journée font que seuls 5 pilotes sont sous la minute et que les pilotes WRC-2, emmenés par Stéphane Lefebvre, sont en nombre dans le top 10.

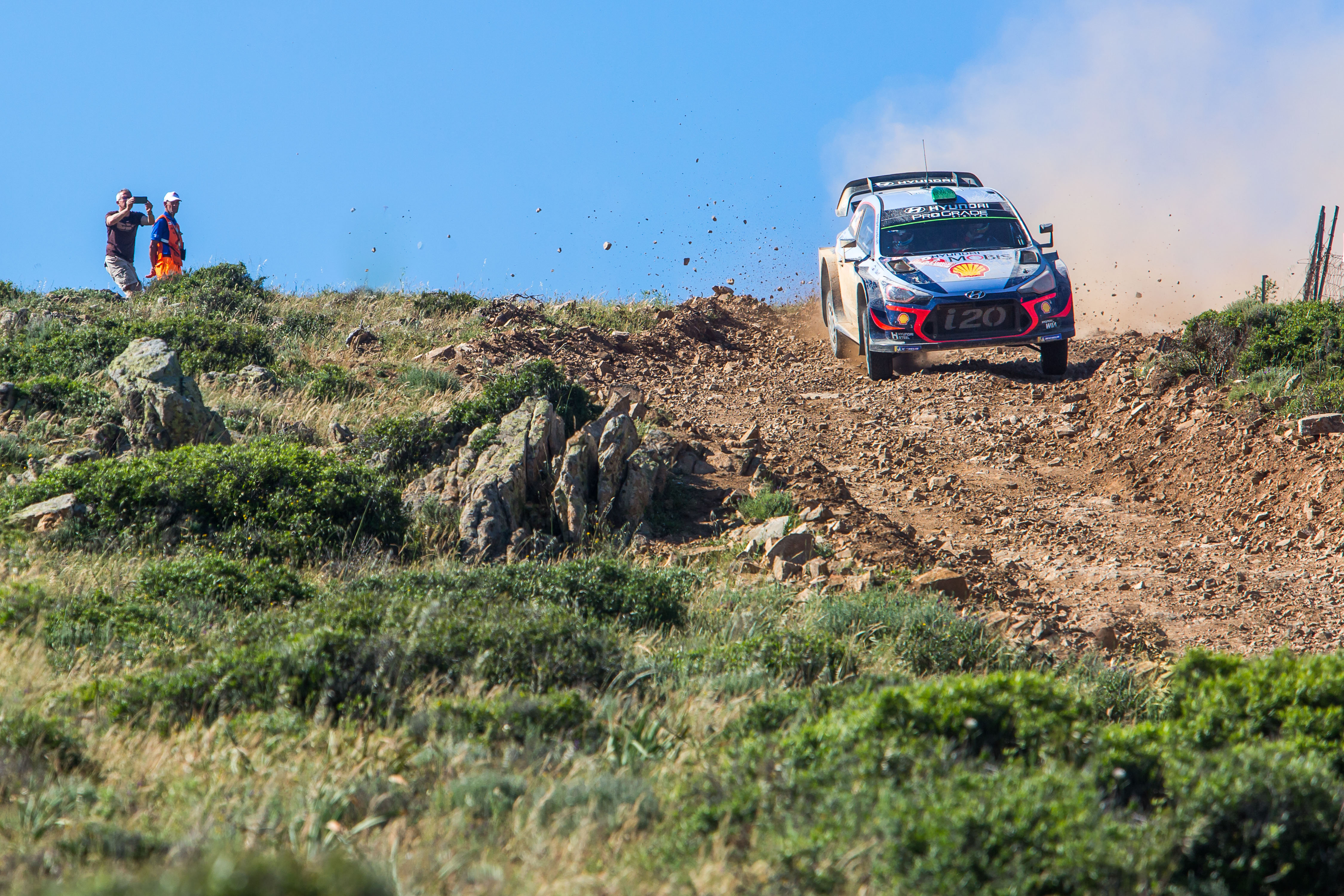
Hayden Paddon, ici durant le rallye qu'il termine quatrième.

Le lendemain voit sept spéciales au programme réparties en deux boucles identiques de trois spéciales séparées par une super spéciale. Reparti en Rally 2, Tänak remporte la première spéciale, imité dans la suivante par Ogier. Mais dans la mythique Monte Lerno longue de 28,89 km, Neuville frappe fort en l'emportant avec 14 s 6 d'avance sur Ogier. Ainsi, à la mi-journée, ce dernier est toujours en tête mais le belge n'est plus qu'à 4 s 9. C'est un duel qui va se jouer, la concurrence étant reléguée à plus de 40 s. D'ailleurs, le français démarre fort la boucle de l’après-midi en remportant la première spéciale où Neuville connaît à la fin une crevaison lente. Mais c'est le pilote belge qui est l'homme fort de la journée en enlevant les deux dernières longues spéciales. Ogier le suit à chaque fois, ce qu'il lui permet de rester en tête à la fin de la journée avec 3 s 9 d'avance. La troisième marche du podium voit aussi deux pilotes en lutte avec Latvala et Lappi. Mais le premier abandonne à cause de soucis d'alternateur, faisant que Lappi monte sur le podium sans pouvoir être inquiété par les autres concurrents, le quatrième Paddon étant déjà à plus de 2 min. La catégorie WRC-2 est maintenant dominée par Jan Kopecký, Lefebvre ayant connu des soucis de suspension.
L'ultime journée du rallye ne propose que 42 km partagés en deux fois deux spéciales dont la Power Stage. Le duel entre Ogier et Neuville continue. Toujours à l’attaque, Neuville s'adjuge les trois premières spéciales. Ogier n'est pas en reste en terminant à chaque fois deuxième, mais ne peut que constater que son avance a fondu et s'établit avant la dernière spéciale à 0 s 8 ! Le français a de plus commis une erreur en oubliant de reprendre le carnet de pointage à l'arrivée de l’ES19, ce qui est synonyme de sanction s'il ne l'a pas au départ de l'ES20. Heureusement pour lui, Tänak a récupéré le carnet et le lui a rendu à temps pour la dernière spéciale. Le suspense est donc à son comble avant cette dernière, et malgré une chaleur, Neuville y est plus rapide de 1 s 4 qu'Ogier. Il remporte ainsi de 0 s 7 son 9e rallye WRC, un des rallyes les plus serrés de l’histoire du championnat, après avoir signé les six derniers scratchs. Déclarant avoir « vraiment tout donné », le pilote belge empoche le maximum de points possibles avec 30 unités. C'est une bonne opération au championnat car Ogier, deuxième du rallye avec 22 points, a dorénavant 27 points de retard sur lui. Le podium est complété par Lappi à 1 min 56. Les écarts sont conséquents avec Paddon 4e à 2 min 55, Østberg 5e à 3 min 10 et Breen 6e à 4 min 31. Quant au septième, à savoir Latvala, il termine à plus de 11 minutes du premier ! Kopecký est 9e et vainqueur du WRC-2, tandis que Taisko Lario est large vainqueur en WRC-3, son plus proche poursuivant terminant à plus de 22 minutes de lui.

## Résultats

### Classement final

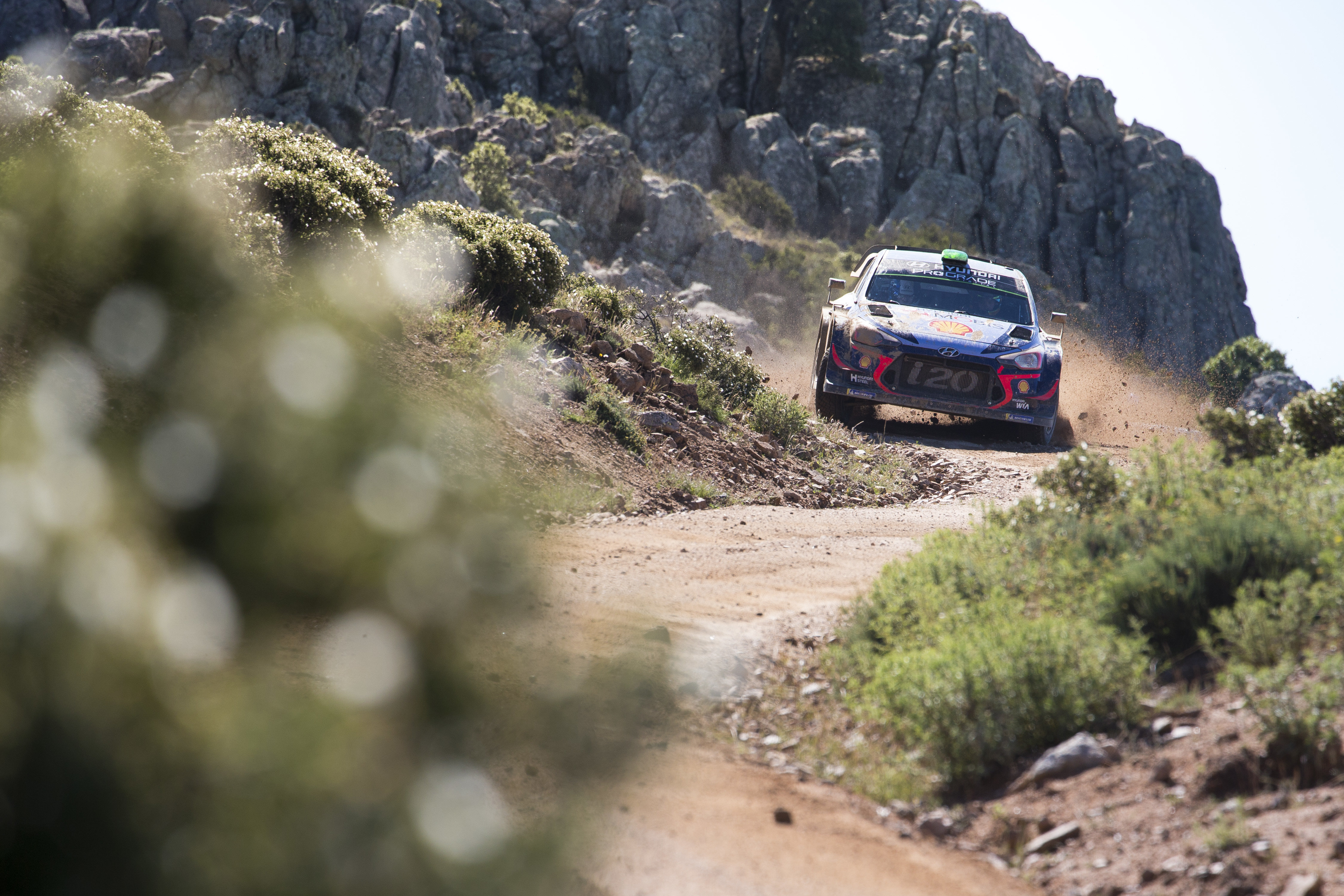
Hayden Paddon, ici durant le rallye qu'il termine à près de 3 minutes du vainqueur.

| Position           | Position | no | Pilote               | Copilote               | Équipe                      | Voiture               | Temps             | Diff.              | Points | Points |
| Pos.               | Cla.     | no | Pilote               | Copilote               | Équipe                      | Voiture               | Temps             | Diff.              | Gén.   | SS.    |
| ------------------ | -------- | -- | -------------------- | ---------------------- | --------------------------- | --------------------- | ----------------- | ------------------ | ------ | ------ |
| Classement général |          |    |                      |                        |                             |                       |                   |                    |        |        |
| 1                  | 1        | 5  | Thierry Neuville     | Nicolas Gilsoul        | Hyundai Shell Mobis WRT     | Hyundai i20 Coupe WRC | 3 h 29 min 18 s 7 | 0 s 0              | 25     | 5      |
| 2                  | 2        | 1  | Sébastien Ogier      | Julien Ingrassia       | M-Sport Ford WRT            | Ford Fiesta WRC       | 3 h 29 min 19 s 4 | +0 s 7             | 18     | 4      |
| 3                  | 3        | 9  | Esapekka Lappi       | Janne Ferm             | Toyota Gazoo Racing WRT     | Toyota Yaris WRC      | 3 h 31 min 15 s 0 | +1 min 56 s 3      | 15     | 0      |
| 4                  | 4        | 6  | Hayden Paddon        | Sebastian Marshall     | Hyundai Shell Mobis WRT     | Hyundai i20 Coupe WRC | 3 h 32 min 13 s 9 | +2 min 55 s 2      | 12     | 0      |
| 5                  | 5        | 12 | Mads Østberg         | Torstein Eriksen       | Citroën Total Abu Dhabi WRT | Citroën C3 WRC        | 3 h 32 min 29 s 6 | +3 min 10 s 9      | 10     | 0      |
| 6                  | 6        | 11 | Craig Breen          | Scott Martin           | Citroën Total Abu Dhabi WRT | Citroën C3 WRC        | 3 h 33 min 50 s 4 | +4 min 31 s 7      | 8      | 0      |
| 7                  | 7        | 7  | Jari-Matti Latvala   | Miikka Anttila         | Toyota Gazoo Racing WRT     | Toyota Yaris WRC      | 3 h 40 min 40 s 8 | +11 min 22 s 1     | 6      | 0      |
| 8                  | 8        | 37 | Jan Kopecký          | Pavel Dresler          | Škoda Motorsport II         | Škoda Fabia R5 (en)   | 3 h 42 min 33 s 3 | +13 min 14 s 6     | 4      | 0      |
| 9                  | 9        | 8  | Ott Tänak            | Martin Järveoja        | Toyota Gazoo Racing WRT     | Toyota Yaris WRC      | 3 h 42 min 36 s 9 | +13 min 18 s 2     | 2      | 3      |
| 10                 | 10       | 3  | Teemu Suninen        | Mikko Markkula         | M-Sport Ford WRT            | Ford Fiesta WRC       | 3 h 44 min 49 s 1 | +15 min 30 s 4     | 1      | 0      |
| 14                 | 14       | 3  | Elfyn Evans          | Daniel Barritt         | M-Sport Ford WRT            | Ford Fiesta WRC       | 3 h 47 min 15 s 2 | +17 min 56 s 5     | 0      | 1      |
| 19                 | 19       | 4  | Andreas Mikkelsen    | Anders Jæger-Synnevaag | Hyundai Shell Mobis WRT     | Hyundai i20 Coupe WRC | 3 h 55 min 07 s 0 | +25 min 48 s 3     | 0      | 2      |
| WRC-2              |          |    |                      |                        |                             |                       |                   |                    |        |        |
| 8                  | 1        | 37 | Jan Kopecký          | Pavel Dresler          | Škoda Motorsport II         | Škoda Fabia R5 (en)   | 3 h 42 min 33 s 3 | 0 s 0              | 25     | —      |
| 12                 | 2        | 33 | Ole Christian Veiby  | Stig Rune Skjærmoen    | Škoda Motorsport II         | Škoda Fabia R5 (en)   | 3 h 45 min 35 s 9 | +3 min 02 s 6      | 18     | —      |
| 13                 | 3        | 39 | Nicolas Ciamin       | Thibault de la Haye    | Nicolas Ciamin              | Hyundai i20 R5        | 3 h 45 min 52 s 0 | +3 min 18 s 7      | 15     | —      |
| 15                 | 4        | 34 | Fabio Andolfi        | Simone Scattolin       | ACI Team Italia WRC         | Škoda Fabia R5 (en)   | 3 h 49 min 05 s 5 | +6 min 32 s 2      | 12     | —      |
| 16                 | 5        | 35 | Łukasz Pieniążek     | Przemysław Mazur       | Printsport                  | Škoda Fabia R5 (en)   | 3 h 49 min 44 s 6 | +7 min 11 s 3      | 10     | —      |
| 18                 | 6        | 36 | Pierre-Louis Loubet  | Vincent Landais        | BRC Racing Team             | Hyundai i20 R5        | 3 h 52 min 44 s 0 | +10 min 10 s 7     | 8      | —      |
| 21                 | 7        | 40 | Benito Guerra        | Borja Rozada           | Motorsport Italia           | Škoda Fabia R5 (en)   | 4 h 08 min 14 s 4 | +25 min 41 s 1     | 6      | —      |
| 23                 | 8        | 42 | Kajetan Kajetanowicz | Maciej Szczepaniak     | Lotos Rally Team            | Ford Fiesta R5        | 4 h 20 min 29 s 1 | +37 min 55 s 8     | 4      | —      |
| 24                 | 9        | 38 | Stéphane Lefebvre    | Gabin Moreau           | Citroën Total Rallye Team   | Citroën C3 R5         | 4 h 24 min 57 s 7 | +42 min 24 s 4     | 2      | —      |
| WRC-3              |          |    |                      |                        |                             |                       |                   |                    |        |        |
| 22                 | 1        | 63 | Taisko Lario         | Tatu Hämäläinen        | Taisko Lario                | Peugeot 208 R2        | 4 h 16 min 38 s 3 | 0 s 0              | 25     | —      |
| 25                 | 2        | 64 | Louise Cook          | Stefan Davis           | Louise Cook                 | Ford Fiesta R2        | 4 h 16 min 38 s 3 | +23 min 34 s 2     | 18     | —      |
| 27                 | 3        | 62 | Enrico Brazzoli      | Luca Beltrame          | Enrico Brazzoli             | Peugeot 208 R2        | 5 h 24 min 10 s 6 | +1 h 07 min 32 s 3 | 15     | —      |
| Source:,           |          |    |                      |                        |                             |                       |                   |                    |        |        |

### Spéciales chronométrées
| WRC     |          |                                      |          |                                       |                                   |               |                          |
| Jour    | Spéciale | Nom                                  | Longueur | Vainqueur                             | Voiture                           | Temps         | Meneur                   |
| 7 juin  | —        | Olmedo [Shakedown]                   | 3,97 km  | Jari-Matti Latvala                    | Toyota Yaris WRC                  | 1 min 53 s 9  | NC                       |
| 7 juin  | SS1      | Ittiri Arena Show                    | 2,00 km  | Sébastien Ogier                       | Ford Fiesta WRC                   | 2 min 02 s 7  | Sébastien Ogier          |
| 8 juin  | SS2      | Tula 1                               | 22,12 km | Andreas Mikkelsen                     | Hyundai i20 Coupe WRC             | 18 min 28 s 1 | Andreas Mikkelsen        |
| 8 juin  | SS3      | Castelsardo 1                        | 14,37 km | Andreas Mikkelsen                     | Hyundai i20 Coupe WRC             | 10 min 43 s 3 | Andreas Mikkelsen        |
| 8 juin  | SS4      | Tergu – Osilo 1                      | 14,14 km | Ott Tänak                             | Toyota Yaris WRC                  | 8 min 58 s 4  | Andreas Mikkelsen        |
| 8 juin  | SS5      | Monte Baranta 1                      | 11,46 km | Thierry Neuville                      | Hyundai i20 Coupe WRC             | 8 min 12 s 8  | Andreas Mikkelsen        |
| 8 juin  | SS6      | Tula 2                               | 22,12 km | Sébastien Ogier                       | Ford Fiesta WRC                   | 19 min 24 s 0 | Sébastien Ogier          |
| 8 juin  | SS7      | Castelsardo 2                        | 14,37 km | Teemu Suninen                         | Ford Fiesta WRC                   | 10 min 34 s 8 | Sébastien Ogier          |
| 8 juin  | SS8      | Tergu – Osilo 2                      | 14,14 km | Thierry Neuville                      | Hyundai i20 Coupe WRC             | 8 min 53 s 5  | Sébastien Ogier          |
| 8 juin  | SS9      | Monte Baranta 2                      | 11,16 km | Jari-Matti Latvala                    | Toyota Yaris WRC                  | 8 min 07 s 2  | Sébastien Ogier          |
| 9 juin  | SS10     | Coiluna – Loelle 1                   | 14,95 km | Ott Tänak                             | Toyota Yaris WRC                  | 7 min 51 s 4  | Sébastien Ogier          |
| 9 juin  | SS11     | Monti di Alà 1                       | 28,52 km | Sébastien Ogier                       | Ford Fiesta WRC                   | 16 min 38 s 9 | Sébastien Ogier          |
| 9 juin  | SS12     | Monte Lerno 1                        | 28,89 km | Thierry Neuville                      | Hyundai i20 Coupe WRC             | 17 min 59 s 1 | Sébastien Ogier          |
| 9 juin  | SS13     | Ittiri Arena                         | 1,42 km  | Esapekka Lappi                        | Toyota Yaris WRC                  | 1 min 29 s 0  | Sébastien Ogier          |
| 9 juin  | SS14     | Coiluna – Loelle 2                   | 14,95 km | Sébastien Ogier                       | Ford Fiesta WRC                   | 7 min 42 s 8  | Sébastien Ogier          |
| 9 juin  | SS15     | Monti di Alà 2                       | 28,52 km | Thierry Neuville                      | Hyundai i20 Coupe WRC             | 16 min 27 s 3 | Sébastien Ogier          |
| 9 juin  | SS16     | Monte Lerno 2                        | 28,89 km | Thierry Neuville                      | Hyundai i20 Coupe WRC             | 17 min 49 s 1 | Sébastien Ogier          |
| 10 juin | SS17     | Cala Flumini 1                       | 14,06 km | Thierry Neuville                      | Hyundai i20 Coupe WRC             | 8 min 40 s 7  | Sébastien Ogier          |
| 10 juin | SS18     | Sassari – Argentiera 1               | 6,96 km  | Thierry Neuville                      | Hyundai i20 Coupe WRC             | 4 min 55 s 4  | Sébastien Ogier          |
| 10 juin | SS19     | Cala Flumini 2                       | 14,06 km | Thierry Neuville                      | Hyundai i20 Coupe WRC             | 8 min 28 s 9  | Sébastien Ogier          |
| 10 juin | SS20     | Sassari – Argentiera 2 (Power Stage) | 6,96 km  | Thierry Neuville                      | Hyundai i20 Coupe WRC             | 4 min 52 s 9  | Thierry Neuville         |
| WRC-2   |          |                                      |          |                                       |                                   |               |                          |
| 7 juin  | —        | Olmedo [Shakedown]                   | 3,97 km  | Ole Christian Veiby Stéphane Lefebvre | Škoda Fabia R5 (en) Citroën C3 R5 | 2 min 03 s 8  | NC                       |
| 7 juin  | SS1      | Ittiri Arena Show                    | 2,00 km  | Ole Christian Veiby                   | Škoda Fabia R5 (en)               | 2 min 08 s 2  | Ole Christian Veiby      |
| 8 juin  | SS2      | Tula 1                               | 22,12 km | Pierre-Louis Loubet                   | Hyundai i20 R5                    | 19 min 11 s 2 | Stéphane Lefebvre        |
| 8 juin  | SS3      | Castelsardo 1                        | 14,37 km | Hiroki Arai                           | Ford Fiesta R5                    | 11 min 11 s 2 | Hiroki Arai              |
| 8 juin  | SS4      | Tergu – Osilo 1                      | 14,14 km | Ole Christian Veiby                   | Škoda Fabia R5 (en)               | 9 min 19 s 7  | Ole Christian Veiby      |
| 8 juin  | SS5      | Monte Baranta 1                      | 11,46 km | Stéphane Lefebvre                     | Citroën C3 R5                     | 8 min 38 s 9  | Ole Christian Veiby      |
| 8 juin  | SS6      | Tula 2                               | 22,12 km | Jan Kopecký                           | Škoda Fabia R5 (en)               | 20 min 13 s 5 | Stéphane Lefebvre        |
| 8 juin  | SS7      | Castelsardo 2                        | 14,37 km | Stéphane Lefebvre                     | Citroën C3 R5                     | 11 min 04 s 0 | Stéphane Lefebvre        |
| 8 juin  | SS8      | Tergu – Osilo 2                      | 14,14 km | Jan Kopecký                           | Škoda Fabia R5 (en)               | 9 min 22 s 6  | Stéphane Lefebvre        |
| 8 juin  | SS9      | Monte Baranta 2                      | 11,16 km | Stéphane Lefebvre                     | Citroën C3 R5                     | 8 min 25 s 0  | Stéphane Lefebvre        |
| 9 juin  | SS10     | Coiluna – Loelle 1                   | 14,95 km | Ole Christian Veiby                   | Škoda Fabia R5 (en)               | 8 min 24 s 9  | Stéphane Lefebvre        |
| 9 juin  | SS11     | Monti di Alà 1                       | 28,52 km | Ole Christian Veiby                   | Škoda Fabia R5 (en)               | 17 min 47 s 6 | Jan Kopecký              |
| 9 juin  | SS12     | Monte Lerno 1                        | 28,89 km | Ole Christian Veiby                   | Škoda Fabia R5 (en)               | 19 min 18 s 7 | Jan Kopecký              |
| 9 juin  | SS13     | Ittiri Arena                         | 1,42 km  | Ole Christian Veiby                   | Škoda Fabia R5 (en)               | 1 min 31 s 1  | Jan Kopecký              |
| 9 juin  | SS14     | Coiluna – Loelle 2                   | 14,95 km | Jan Kopecký                           | Škoda Fabia R5 (en)               | 8 min 17 s 5  | Jan Kopecký              |
| 9 juin  | SS15     | Monti di Alà 2                       | 28,52 km | Ole Christian Veiby                   | Škoda Fabia R5 (en)               | 17 min 37 s 9 | Jan Kopecký              |
| 9 juin  | SS16     | Monte Lerno 2                        | 28,89 km | Ole Christian Veiby                   | Škoda Fabia R5 (en)               | 19 min 05 s 2 | Jan Kopecký              |
| 10 juin | SS17     | Cala Flumini 1                       | 14,06 km | Ole Christian Veiby                   | Škoda Fabia R5 (en)               | 9 min 15 s 9  | Jan Kopecký              |
| 10 juin | SS18     | Sassari – Argentiera 1               | 6,96 km  | Ole Christian Veiby                   | Škoda Fabia R5 (en)               | 5 min 17 s 4  | Jan Kopecký              |
| 10 juin | SS19     | Cala Flumini 2                       | 14,06 km | Ole Christian Veiby                   | Škoda Fabia R5 (en)               | 9 min 09 s 0  | Jan Kopecký              |
| 10 juin | SS20     | Sassari – Argentiera 2               | 6,96 km  | Stéphane Lefebvre                     | Citroën C3 R5                     | 5 min 13 s 2  | Jan Kopecký              |
| WRC-3   |          |                                      |          |                                       |                                   |               |                          |
| 7 juin  | —        | Olmedo [Shakedown]                   | 3,97 km  | Jean-Baptiste Franceschi Taisko Lario | Ford Fiesta R2T Peugeot 208 R2    | 2 min 22 s 4  | NC                       |
| 7 juin  | SS1      | Ittiri Arena Show                    | 2,00 km  | Jean-Baptiste Franceschi              | Ford Fiesta R2T                   | 2 min 32 s 8  | Jean-Baptiste Franceschi |
| 8 juin  | SS2      | Tula 1                               | 22,12 km | Jean-Baptiste Franceschi              | Ford Fiesta R2T                   | 21 min 59 s 3 | Jean-Baptiste Franceschi |
| 8 juin  | SS3      | Castelsardo 1                        | 14,37 km | Jean-Baptiste Franceschi              | Ford Fiesta R2T                   | 12 min 42 s 4 | Jean-Baptiste Franceschi |
| 8 juin  | SS4      | Tergu – Osilo 1                      | 14,14 km | Jean-Baptiste Franceschi              | Ford Fiesta R2T                   | 10 min 31 s 2 | Jean-Baptiste Franceschi |
| 8 juin  | SS5      | Monte Baranta 1                      | 11,46 km | Jean-Baptiste Franceschi              | Ford Fiesta R2T                   | 9 min 46 s 5  | Jean-Baptiste Franceschi |
| 8 juin  | SS6      | Tula 2                               | 22,12 km | Taisko Lario                          | Peugeot 208 R2                    | 22 min 43 s 6 | Taisko Lario             |
| 8 juin  | SS7      | Castelsardo 2                        | 14,37 km | Jean-Baptiste Franceschi              | Ford Fiesta R2T                   | 12 min 18 s 7 | Taisko Lario             |
| 8 juin  | SS8      | Tergu – Osilo 2                      | 14,14 km | Taisko Lario                          | Peugeot 208 R2                    | 10 min 07 s 6 | Taisko Lario             |
| 8 juin  | SS9      | Monte Baranta 2                      | 11,16 km | Jean-Baptiste Franceschi              | Ford Fiesta R2T                   | 9 min 22 s 7  | Taisko Lario             |
| 9 juin  | SS10     | Monti di Alà 1                       | 14,95 km | Jean-Baptiste Franceschi              | Ford Fiesta R2T                   | 9 min 26 s 5  | Taisko Lario             |
| 9 juin  | SS11     | Monte Lerno 1                        | 28,52 km | Jean-Baptiste Franceschi              | Ford Fiesta R2T                   | 19 min 53 s 4 | Jean-Baptiste Franceschi |
| 9 juin  | SS12     | Coiluna – Loelle 1                   | 28,89 km | Jean-Baptiste Franceschi              | Ford Fiesta R2T                   | 21 min 26 s 3 | Jean-Baptiste Franceschi |
| 9 juin  | SS13     | Ittiri Arena                         | 1,42 km  | Jean-Baptiste Franceschi              | Ford Fiesta R2T                   | 1 min 43 s 5  | Jean-Baptiste Franceschi |
| 9 juin  | SS14     | Coiluna – Loelle 2                   | 14,95 km | Jean-Baptiste Franceschi              | Ford Fiesta R2T                   | 9 min 14 s 9  | Jean-Baptiste Franceschi |
| 9 juin  | SS15     | Monti di Alà 2                       | 28,52 km | Jean-Baptiste Franceschi              | Ford Fiesta R2T                   | 19 min 35 s 3 | Jean-Baptiste Franceschi |
| 9 juin  | SS16     | Monte Lerno2                         | 28,89 km | Jean-Baptiste Franceschi              | Ford Fiesta R2T                   | 22 min 06 s 3 | Jean-Baptiste Franceschi |
| 10 juin | SS17     | Cala Flumini 1                       | 14,06 km | Jean-Baptiste Franceschi              | Ford Fiesta R2T                   | 10 min 38 s 3 | Jean-Baptiste Franceschi |
| 10 juin | SS18     | Sassari – Argentiera 1               | 6,96 km  | Taisko Lario                          | Peugeot 208 R2                    | 6 min 16 s 4  | Jean-Baptiste Franceschi |
| 10 juin | SS19     | Cala Flumini 2                       | 14,06 km | Jean-Baptiste Franceschi              | Ford Fiesta R2T                   | 11 min 11 s 7 | Jean-Baptiste Franceschi |
| 10 juin | SS20     | Sassari – Argentiera 2               | 6,96 km  | Taisko Lario                          | Peugeot 208 R2                    | 6 min 22 s 3  | Taisko Lario             |

### Super spéciale
La super spéciale est une spéciale de 6,96 km courue à la fin du rallye. Elle est remportée par Thierry Neuville, qui dépasse par la même occasion son concurrent Sébastien Ogier et remporte ainsi l'épreuve. Cela lui permet aussi d'engranger le maximum de points possibles avec 30 unités.
| Pos. | Pilote            | Copilote               | Voiture               | Temps        | Diff.  | Pts. |
| ---- | ----------------- | ---------------------- | --------------------- | ------------ | ------ | ---- |
| 1    | Thierry Neuville  | Nicolas Gilsoul        | Hyundai i20 Coupe WRC | 4 min 52 s 9 | 0 s 0  | 5    |
| 2    | Sébastien Ogier   | Julien Ingrassia       | Ford Fiesta WRC       | 4 min 54 s 4 | +1 s 4 | 4    |
| 3    | Ott Tänak         | Martin Järveoja        | Toyota Yaris WRC      | 4 min 54 s 5 | +1 s 5 | 3    |
| 4    | Andreas Mikkelsen | Anders Jæger-Synnevaag | Hyundai i20 Coupe WRC | 4 min 55 s 4 | +2 s 4 | 2    |
| 5    | Elfyn Evans       | Daniel Barritt         | Ford Fiesta WRC       | 4 min 57 s 2 | +4 s 3 | 1    |

## Classements aux championnats après l'épreuve
| WRC   |      |                          |        |
|       | Pos. | Pilote                   | Points |
|       | 1    | Thierry Neuville         | 149    |
|       | 2    | Sébastien Ogier          | 122    |
|       | 3    | Ott Tänak                | 77     |
| 1     | 4    | Esapekka Lappi           | 70     |
| 1     | 5    | Dani Sordo               | 60     |
| WRC-2 |      |                          |        |
|       | Pos. | Pilote                   | Points |
|       | 1    | Pontus Tidemand          | 93     |
|       | 2    | Jan Kopecký              | 75     |
| 4     | 3    | Ole Christian Veiby      | 45     |
| 1     | 4    | Gus Greensmith           | 40     |
|       | 5    | Łukasz Pieniążek         | 40     |
| WRC-3 |      |                          |        |
|       | Pos. | Pilote                   | Points |
|       | 1    | Denis Rådström           | 62     |
| 4     | 2    | Taisko Lario             | 44     |
| 1     | 3    | Emil Bergkvist           | 43     |
|       | 4    | Enrico Brazzoli          | 40     |
| 2     | 5    | Jean-Baptiste Franceschi | 39     |

| WRC   |      |                     |        |
|       | Pos. | Copilote            | Points |
|       | 1    | Nicolas Gilsoul     | 149    |
|       | 2    | Julien Ingrassia    | 122    |
|       | 3    | Martin Järveoja     | 77     |
| 1     | 4    | Janne Ferm          | 70     |
| 1     | 5    | Carlos del Barrio   | 60     |
| WRC-2 |      |                     |        |
|       | Pos. | Copilote            | Points |
|       | 1    | Jonas Andersson     | 93     |
|       | 2    | Pavel Dresler       | 75     |
| 4     | 3    | Stig Rune Skjærmoen | 45     |
| 1     | 4    | Craig Parry         | 40     |
|       | 5    | Przemysław Mazur    | 40     |
| WRC-3 |      |                     |        |
|       | Pos. | Copilote            | Points |
|       | 1    | Johan Johansson     | 62     |
| 4     | 2    | Tatu Hämäläinen     | 44     |
| 2     | 3    | Luca Beltrame       | 40     |
| 1     | 4    | Romain Courbon      | 39     |
| 1     | 5    | Ola Fløene          | 33     |

| WRC   |      |                             |        |
|       | Pos. | Constructeur                | Points |
|       | 1    | Hyundai Shell Mobis WRT     | 212    |
|       | 2    | M-Sport Ford WRT            | 184    |
|       | 3    | Toyota Gazoo Racing WRT     | 161    |
|       | 4    | Citroën Total Abu Dhabi WRT | 129    |
| WRC-2 |      |                             |        |
|       | Pos. | Équipe                      | Points |
|       | 1    | Škoda Motorsport            | 93     |
|       | 2    | Škoda Motorsport II         | 75     |
| 1     | 3    | Printsport                  | 58     |
| 1     | 4    | Tommi Mäkinen Racing        | 45     |
| 2     | 5    | ACI Team Italia WRC         | 38     |
| WRC-3 |      |                             |        |
|       | Pos. | Équipe                      | Points |
|       | 1    | ACI Team Italia             | 58     |
|       | 2    | ADAC Sachsen                | 47     |
|       | 3    | OT Racing                   | 37     |
| 3     | 4    | Équipe de France FFSA Rally | 37     |
| 1     | 5    | Castrol Ford Team Turkiye   | 30     |